# Lista de jardins de Madrid
Madrid é a capital e a maior cidade da Espanha. Tem uma população de aproximadamente 3,3 milhões de pessoas, com uma área metropolitana com cerca de 6,5 milhões de habitantes.
A região é ocupada desde a pré-história. Entre 1379 e 1406 a cidade foi reconstruída após um grande incêndio. Os Bourbons no século XVIII promoveram grandes mudanças urbanísticas na cidade com a a construção do Palácio Real. José Bonaparte rei da Espanha (1808 - 1813) pôs em prática várias medidas na capital, sendo que algumas delas, mais frequente, eram de ordens de demolição de edifícios para a construção de praças. A cidade passou novamente por grandes mudanças urbanísticas nos primeiros 30 anos de século XX, quando a população madrilenha alcançou à marca de um milhão de habitantes. As necessidades infraestruturais que o crescimento populacional trouxe a construção de vias de comunicações radiais e de núcleos de habitação.
Na lista de jardins de Madrid estão relacionados os mais relevantes parques e jardins da cidade de Madrid.
| imagem | Nome                                | Localização            | Inauguração |
| ------ | ----------------------------------- | ---------------------- | ----------- |
|        | Casa de Campo                       | Casa de Campo          | 1931        |
|        | Real Jardim Botânico de Madrid      | Paseo del Prado        | 1781        |
|        | Parque del Oeste                    | Moncloa-Aravaca        | 1905        |
|        | Jardim de Las Vistillas             | Plaza de Gabriel Miró  | século XVI  |
|        | Parque Félix Rodríguez de la Fuente | Chamartín              | 1980        |
|        | Jardim de Sabatini                  | Palácio Real de Madrid | 1930        |